# Лорето (Марке)
Лорето (итал. Loreto) — город и коммуна в итальянской провинции Анкона, области Марке. Наибольшую известность городу принесла Святая хижина, или Базилика Святого Дома (итал. Basilica della Santa Casa), которая является одним из самых важных и древних мест паломничества в католическом мире.
В коммуне 8 сентября особо празднуется Рождество Девы Марии.

## Достопримечательности
Лорето расположен на высоте 127 м над уровнем моря на правом берегу реки Музоне. Большинство памятников Лорето находятся вокруг главной площади города: коллегиум иезуитов; Городской Дворец (итал. Palazzo Comunale, ранее назывался Апостольским дворцом итал. Palazzo Apostolico), спроектированный Донато Браманте, включающий в себя картинную галерею, где выставлены живописные произведения Лоренцо Лотто, Симона Вуэ, Аннибале Карраччи, а также коллекция итальянской майолики.
Базилика Святого Дома (итал. Basilica della Santa Casa), или Сантуарио делла Санта Каза (Святилище Святого дома), известна во всём мире тем, что внутри неё находится святилище, где сохраняется Святая хижина (или Святой дом), в котором согласно преданию росла и воспитывалась Дева Мария и где произошло Благовещение. Базилика хранит изображение Мадонны с Младенцем («Девы Марии Лоретанской»). Согласно преданию, равноапостольная Елена во время путешествия по Святым местам нашла в Назарете тот самый дом, где росла и воспитывалась Дева Мария и где произошло Благовещение. Над этим домом она повелела выстроить церковь.
В 1291 году, когда сарацины изгнали крестоносцев из Святой Земли, ангелы унесли Святой дом по воздуху в безопасное место, в город Терсато в Иллирии, на берегу Адриатического моря (ныне Трсат, Хорватия). Легенда рассказывает, что Дева Мария явилась епископу Иллирии, чтобы объяснить появление крохотного здания длиной всего 9,52 м, шириной 4,1 м и высотой 4,3 м.
Затем, в 1294 году, чтобы избежать надвигавшейся опасности ангелы, в альтернативной версии — члены семьи Анджели (итал. Angeli — Ангелы) перенесли дом через Адриатическое море в леса близ Реканати (область Марке), и, наконец, в 1295 году — на холм в Лорето (в то время на территории безопасной папской области), где он находится и поныне. Позднее вокруг здания была воздвигнута базилика «Святилище Святого дома» (итал. Santuario della Santa Casa), увенчанная куполом, её стены полностью скрыли сооружение. Надпись, сделанная в XVI веке на восточном фасаде базилики, подробно излагает легендарную историю дома Девы Марии. Множество папских булл подтверждает, что домик, находящийся в базилике, это действительно Святой Дом из Назарета, где обитало Святое семейство.
Базилика представляет собой увенчанное куполом здание, которое строили и украшали в течение нескольких столетий под руководством многих известных художников. Строительство началось в 1468 году, в эпоху Возрождения, в 1509—1587 годах, над зданием работали архитекторы Джулиано да Майано, Джулиано да Сангалло и Донато Браманте, скульпторы Андреа Сансовино, Антонио да Сангалло Младший, Р. Неруччи, Дж. Ломбардо, Дж. Б. делла Порта. Длина базилики составляет 93 метра, ширина — 60 метров, а высота её колокольни — 75,6 метра. Фасад церкви был возведен при папе при Сиксте V, который в 1586 году укрепил Лорето и дал ему привилегии города. Проект барочной кампанилы (1750—1774) составил Луиджи Ванвителли. В интерьере базилики сохранились ценнейшие фрески Мелоццо и Синьорелли, скульптурные группы Андреа Сансовино, а также мозаики Доменикино и Гвидо Рени. Главным объектом базилики является сам Святой Дом, находящийся внутри. Он состоит из трёх каменных стен. Это простое каменное сооружение с дверью на северной стороне и окном на западной.
В Лорето также имеется линия городской стены, спроектированная Сангалло-младшим, построенная в 1518 году и укреплённая в XVII веке. Святой дом в Лорето стал одним из самых популярных паломнических центров католической Европы. Среди лоретских паломников можно встретить имена Рене Декарта и Бенедикта XIV. Большую известность получила сочинённая для базилики Лоретанская литания. Собственные Лоретские церкви в знак уважения к святыне воздвигли жители Праги (Пражская Лорета) и Варшавы.
В итальянском городке Пезаро местные гончары из глины делали маленькие чашечки с фигуркой Мадонны и надписью: «С примесью пыли от Святого дома» (итал. Con polvere di Santa Casa). Праздник «Переноса Святого дома» торжественно отмечается во всех католических странах 10 декабря.
В Италии возводят оратории, церкви и капеллы «Мадонны Лоретской» (Madonna di Loreto). В католическом искусстве периода контрреформации были распространены композиции, в которых Мадонна с Младенцем изображены на крыше дома, который за четыре угла несут по воздуху ангелы. Собственные Лоретские церкви в знак уважения к святыне воздвигли жители Праги (Пражская Лорета) и Варшавы. «Лоретами» называют также дарохранительницы типа монстранций. Статуи Мадонны Лоретанской, или «Лауретаны», представляют коронованных Богоматерь и Младенца, правая рука которого поднята в благословляющем жесте, а в левой находится держава. Город Лорето известен как родина образа Богоматерь Лоретская, почитаемый в православии как икона Божией Матери «Прибавление ума».

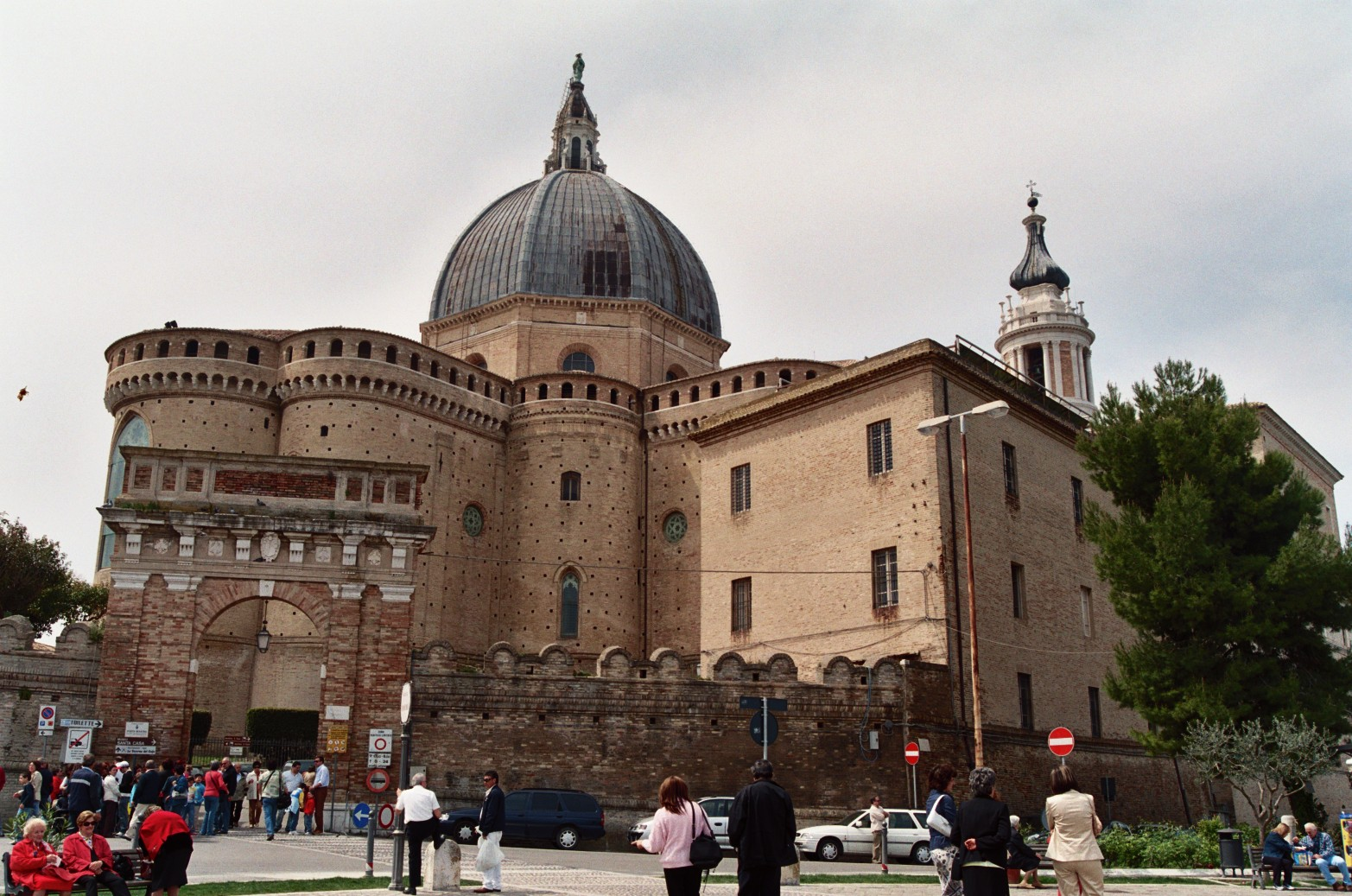
Базилика Санта-Каза. Вид апсиды
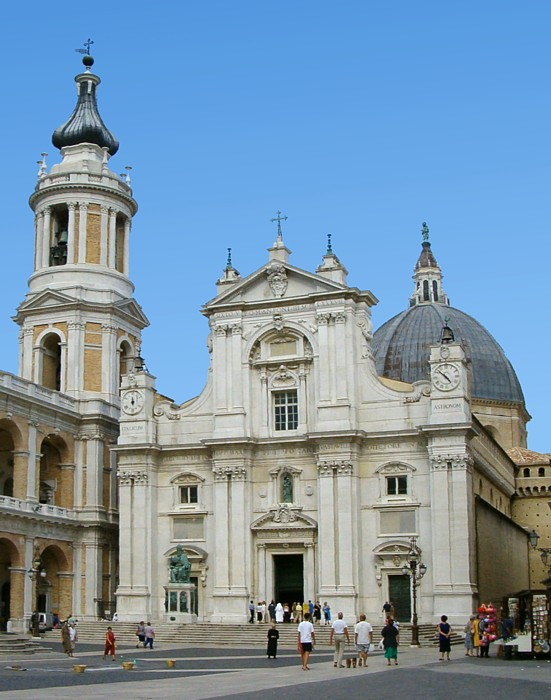
Базилика Санта-Каза. Главный фасад
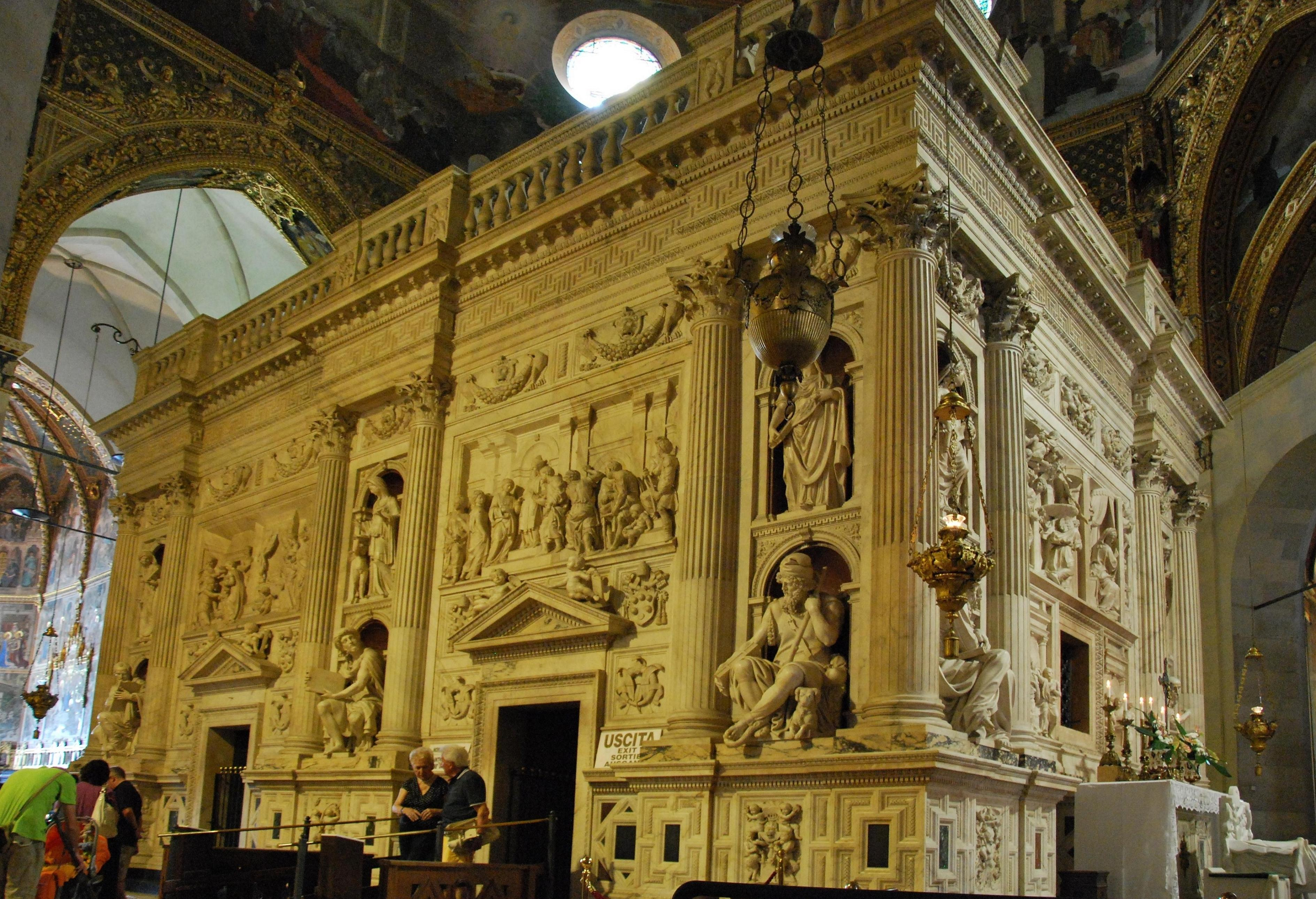
«Casa Sancta» внутри базилики Святой хижины в Лорето, Марке
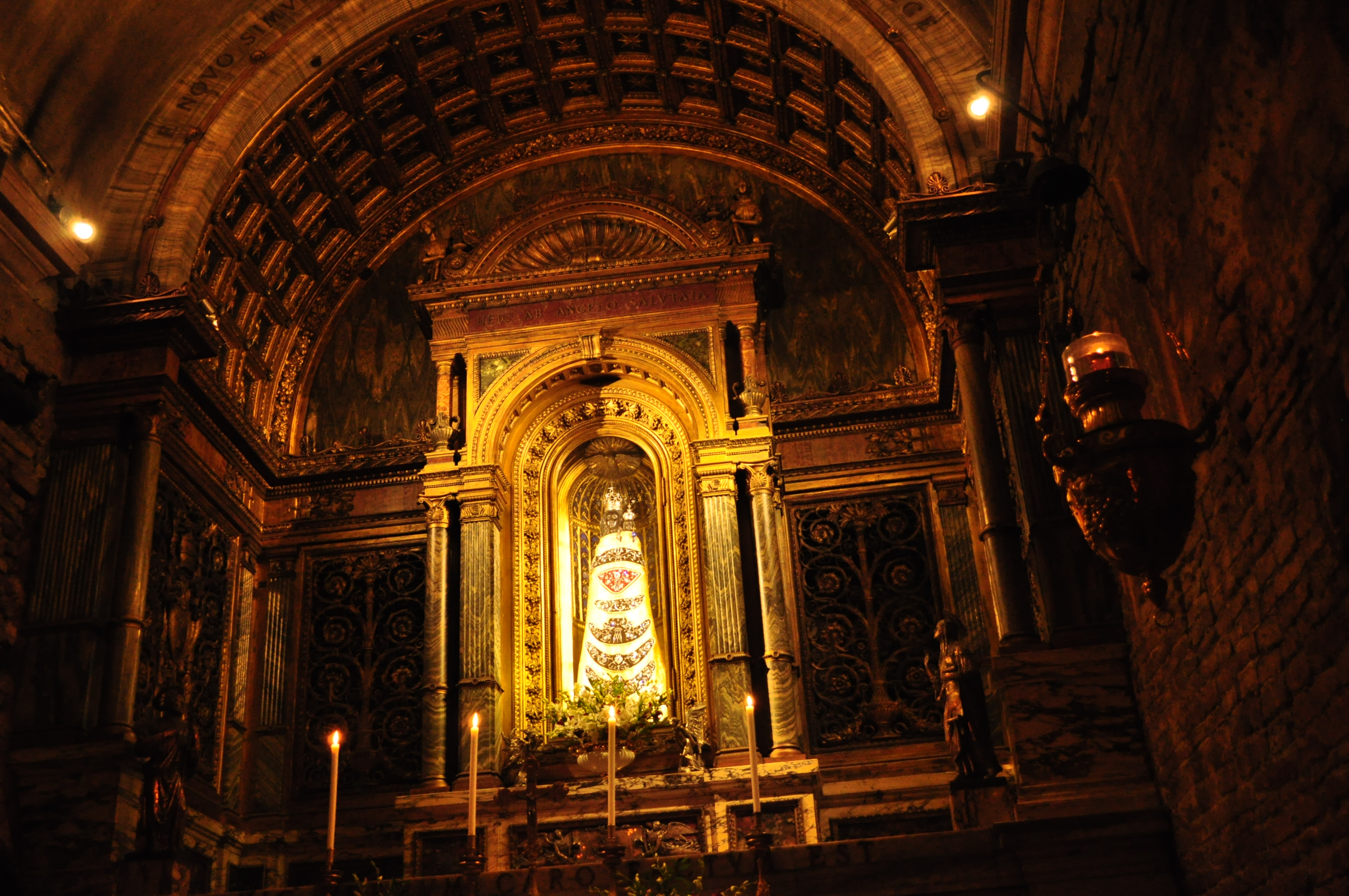
Интерьер Святой хижины со статуей Мадонны Лоретской

## Города-побратимы
| - Мариацелль, Австрия - Фатима, Португалия - Альтёттинг, Германия |  | - Ченстохова, Польша - Назарет, Израиль - Истра, Россия |